# Cochlianthus montanus
Cochlianthus montanus là một loài thực vật có hoa trong họ Đậu. Loài này được (Diels) Harms miêu tả khoa học đầu tiên.